# Nabila Chibani
Nabila Chibani, née le 7 mai 1973, est une handballeuse internationale algérienne,,.
Elle évolue au poste d'arrière gauche.

## Carrière
- 199x-1998 MC Alger
- 1998-1999 AS Bondy[4]
- 1999-2001 Le Havre AC[5]
- 2001-2003 US Alfortville[5]
- 2003-2004 HB Octeville-sur-Mer[6]
- 2004-2005 Le Havre AC [7]
- 2005-2006 US Alfortville
- 2007- (février) 2008 EAL Abbeville[8],[9]

## Palmarès

### En club
Compétitions internationales
- Vainqueur du Championnat arabe des clubs champions en 1997

Compétitions nationales
- Vainqueur du Championnat d'Algérie (?)
- Vainqueur de la Coupe d'Algérie (?)
- Finaliste de la Coupe de la Ligue en 2004-2005  (avec Le Havre AC )

### Enéquipe nationale d'Algérie
- Finaliste du Championnat d'Afrique  1996

- 19e place au Championnat du monde 1997 ( Allemagne)